# Donald Harington
Donald Harington (Little Rock (Arkansas), 22 december 1935 – Springdale (Arkansas), 7 november 2009) was een Amerikaans schrijver.
Behalve zijn eerste roman (The Cherry Pit, 1965) houden al zijn andere romans verband met de "Stay More", een fictieve stad in het Ozark-gebergte, die min of meer gebaseerd is op Drakes Creek in Arkansas, waar Harington als kind de zomer doorbracht.
Harington was op zijn 12de bijna volledig zijn gehoor kwijt geraakt door meningitis. Dit belette hem echter niet om leraar kunst en kunstgeschiedenis te worden. Hij doceerde in New York, New England en South Dakota vooraleer terug te gaan naar de universiteit van Arkansas in Fayetteville, zijn alma mater, waar hij zou blijven doceren totdat hij in 2008 met pensioen ging.

## Romans
- Enduring (2009)
- Farther Along (2008)
- The Pitcher Shower (2005)
- With (2003)
- Thirteen Albatrosses (of Falling off the Mountain) (2002)
- When Angels Rest (1998)
- Butterfly Weed (1996)
- Ekaterina (1993)
- The Choiring of the Trees (1991)
- The Cockroaches of Stay More (1989)
- The Architecture of the Arkansas Ozarks (1975)
- Some other Place. The Right Place. (1972)
- Lightning Bug (1970)
- The Cherry Pit (1965)

## Non-fictie
- On a Clear Day: The Paintings of George Dombek, 1975-1994 (1995)
- Let Us Build Us a City: Eleven Lost Towns (1986)